# Dominique (film, 1966)
Pour les articles homonymes, voir Dominique.
Pour plus de détails, voir Fiche technique et Distribution.
Dominique (The Singing Nun) est un film américain, le dernier d'Henry Koster, sorti en 1966. C'est un film biographique retraçant de manière approximative le succès de la chanteuse belge Sœur Sourire, incarnée par Debbie Reynolds.

## Synopsis
La vie de la chanteuse et religieuse belge Sœur Sourire.

## Fiche technique
- Titre : Dominique
- Titre original : The Singing Nun, littéralement « la nonne chantante »
- Réalisation : Henry Koster
  - Assistants : Kevin Donnelly (1er) et Lynn Guthrie (2e)
- Scénario : John Furia et Sally Benson
- Musique : Harold Gelman (superviseur) et Harry Sukman (adaptation)
- Chorégraphie : Robert Sidney
- Direction artistique : George W. Davis et Urie McCleary
- Décors : Henry Grace et Jerry Wunderlich
- Photographie : Milton R. Krasner
  - Assistant caméra : Dave Friedman
- Son : Franklin Milton
- Montage : Rita Roland
- Maquillage : William Tuttle et Marvin G. Westmore
- Cascades : Whitey Hughes
- Production : John Beck (producteur), Hayes Goetz (coproducteur) et Hank Moonjean (producteur associé)
- Société de production : MGM
- Pays de production :  États-Unis
- Langue originale : anglais
- Genre : Biopic, drame et film musical
- Durée : 98 minutes
- Dates de sortie et titres traduits[réf. souhaitée] : 
  - États-Unis : 17 mars 1966 (New York), 2 avril 1966
  - Royaume-Uni : 18 avril 1966
  - Allemagne de l'Ouest : 29 juillet 1966 (Dominique - Die singende Nonne, littéralement « Dominique - la nonne chantante »)
  - France : 28 septembre 1966
- Format : couleurs (Metrocolor) - 2,35:1 - 35 mm (Panavision) - son mono (Westrex)[1]

## Distribution
- Debbie Reynolds : Sœur Anne (Sœur Sourire)
- Ricardo Montalban : Père Clementi
- Greer Garson : Mère prieure
- Agnes Moorehead : Sœur Cluny
- Chad Everett : Robert Gerarde
- Katharine Ross : Nicole Arlien
- Ed Sullivan : lui-même
- Juanita Moore : Sœur Marie
- Ricky Cordell : Dominique Arlien
- Michael Pate : M. Arlien
- Tom Drake : Fitzpatrick
- Larry D. Mann : M. Duvries
- Charles Robinson : Maraudeur
- Monique Montaigne : Sœur Michèle
- Joyce Vanderveen : Sœur Élise
- Anne Wakefield : Sœur Brigitte
- Pam Peterson : Sœur Gertrude
- Marina Koshetz : Sœur Marthe
- Nancy Walters : Sœur Thérèse
- Violet Rensing : Sœur Elizabeth
- Ines Pedroza : Sœur Consuella
- Jon Lormer : l'évêque
- Henry Corden et Vic Perrin font également des apparitions sans être crédités au générique

## Distinctions
- Harry Sukman a été nommé pour l'Oscar de la meilleure adaptation musicale lors de la 39e cérémonie, mais cette récompense a été décernée à Ken Thorne pour Le Forum en folie.

## Autour du film
- Il existe un autre film fondé sur la vie de Sœur Sourire : Sœur Sourire, film franco-belge réalisé par Stijn Coninx sorti en 2009, avec Cécile de France dans le rôle de Sœur Sourire.